# IC 3409
IC 3409 је спирална галаксија у сазвјежђу Береникина коса која се налази на листи објеката дубоког неба у Индекс каталогу.
Деклинација објекта је + 14° 47' 18" а ректасцензија 12h 29m 21,1s. Привидна величина (магнитуда) објекта IC 3409 износи 15,3 а фотографска магнитуда 16,1. IC 3409 је још познат и под ознакама MCG 3-32-50, PGC 41147.